# 内藤裕紀
内藤 裕紀（ないとう ゆうき、1978年7月7日 - ）は日本の実業家。株式会社ドリコム創業者。2003年より同社代表取締役社長。

## 人物・経歴
東京都出身。1997年に海城高等学校を卒業後、京都大学経済学部に進学。同学在学中の2000年に京都の大学生を中心とした学生団体ドリコムを設立。2001年に日本初となるブログサービス「マイプロフィール」を提供する有限会社ドリコムを設立し、代表取締役に就任。2003年に同社を株式会社化し、代表取締役社長に就任。2006年2月に同社は東証マザーズへの上場し、同市場最年少上場企業経営者として脚光を浴びる。その後一貫して、同社の代表取締役社長として、ソーシャルゲームやインターネット広告など、インターネット領域でのサービス開発・提供に携わる。
また企業経営以外でも、日本における最初期の学生起業家として上場、事業の再興・拡大を導いた経験を活かし、次世代の起業家育成や、IT・プログラミング教育の振興にも積極的に関与するなど、後進の育成を通じたIT業界、日本経済の活性化に取り組んでいる。
身長183.4 cm、体重70.0 kg、シューズサイズ：28 cm。趣味はトライアスロン。その眉目秀麗さと長身から同業者間では「王子」と仇名され、CM出演歴もある。
尊敬する人物に、諸葛亮孔明を挙げている。

## 略歴
- 1997年3月：海城高等学校卒業
- 1998年4月：京都大学経済学部入学
- 2000年6月：学生団体ドリコム設立
- 2001年11月：有限会社ドリコム設立。代表取締役に就任
- 2003年3月：株式会社ドリコムへ組織変更。代表取締役就任（現任）[1]
- 2004年11月：IT企業経営者向けコンファレンス「NILS」にて登壇。自社株式の上場を意識[7]
- 2005年1月：株式会社ドリコムテック代表取締役就任
- 2006年2月：株式会社ドリコム、東証マザーズ上場[8]
- 2006年5月：株式会社ドリコムジェネレーティッドメディア（現株式会社じげん）代表取締役就任
- 2006年12月：株式会社ドリコムマーケティング取締役就任
- 2007年4月：株式会社ジェイケン（現株式会社ドリコム）代表取締役就任
- 2008年3月：楽天株式会社と資本・業務提携。次世代行動ターゲティング広告領域での事業開発を主導[9]
- 2009年12月：ソーシャルゲームの可能性にいち早く着目し、事業フォーカスのシフトを決定。米CrowdStar社との協業を開始[10]
- 2011年6月：ギラン・バレー症候群に罹患。闘病を開始。（現在は完治）[7]
- 2012年3月：インターネット×教育 領域へ参入。事業拡大を牽引し、同事業は2014年に楽天株式会社との合弁会社、株式会社ReDucateに[11]
- 2014年7月：学生の起業支援プログラムとしてインキュベーションプログラム『Startup Boarding Gate』を考案・実施支援[12]
- 2014年9月：株式会社ReDucate取締役就任
- 2017年8月：株式会社BXD取締役就任 [13]